# Agnewia
Agnewia is een geslacht van weekdieren uit de klasse van de Gastropoda (slakken).

## Soorten
- Agnewia adelaidae (A. Adams & Angas, 1863)
- Agnewia kempae Powell, 1934 †
- Agnewia tritoniformis (Blainville, 1832)